# George Philip Reinagle
George Philip Reinagle (1802 - 6 décembre 1835) est un peintre de marine britannique, fils du peintre Ramsay Richard Reinagle et petit-fils du peintre Philip Reinagle.

## Biographie
Il étudie dans l'atelier de son père. Il acquiert cependant sa technique pour les marines en copiant les œuvres peintres flamands Ludolph Backhuysen and Willem van de Velde le jeune. Il expose un portrait à la Royal Academy dès 1822. En 1824, il propose un Ship in a Storm firing a Signal of Distress (Navire dans une tempête envoyant un signal de détresse) et un Calm (Calme), puis en 1825 un A Dutch Fleet at the Seventeenth Century coming to Anchor in a Breeze (Flotte hollandaise du XVIIe siècle jetant l'ancre dans une brise). Les années suivantes, il continue à proposer des sujets marins.
En 1827, il est à bord de la Mosquito lors de la bataille de Navarin. Dès son retour en 1828, il diffuse des gravures Illustrations of the Battle of Navarin pour profiter de l'engouement populaire. Il publie aussi des Illustrations of the Occurrences at the Entrance of the Bay of Patras between the English Squadron and Turkish Fleets 1827 (Illustrations des rencontres à l'entrée du golfe de Patras entre une escadre anglaise et la flotte turque 1827) à propos de la bataille du Cap Papas. Les tableaux de ses batailles sont exposés en 1829, 1830 et 1831.
Il est aussi à bord de la flotte britannique le long de la côte du Portugal en 1833 et il envoie à la Royal Academy en 1834 un Admiral Napier's Glorious Triumph over the Miguelite Squadron (Glorieux Triomphe de l'amiral Napier sur l'escadre miguelite). Il envoie encore quatre tableaux de marine en 1835, ses dernières contributions.